# Dolina Kasprowa
Dolina Kasprowa je dolina nalézající se v polských Západních Tatrách. Je velkou pravostrannou částí Doliny Bystré.

## Poloha
Dolina Kasprowa má rozlohu 3 km², dlouhá je 3 km. Ústí doliny je ve výši 1110 m n. m. asi 200 m na východ od severovýchodního (dolního) konce Kalatówek. V dolní části, blízko Kasprowej Polany, směrem na jihovýchod se nachází Szeroki Žleb. Dolinu Kasprowy rozděluje hřeben Balda na:
- Dolinu Stare Szałasiska
- Dolinu Suché Kasprowy

Nejvyšším bodem Doliny Kasprowy je Kasprov vrch.

## Geologické poměry
Území doliny je složeno z krystalických a sedimentárních hornin. Pro spodní část doliny jsou charakteristické vápence. Proto se zde nacházejí četné jeskyně, z nichž je nejdelší Kasprowa Nižnia (3 020 m chodeb). Během pleistocénu byla dolina pokryta ledovcem.

## Příroda
Velká část doliny je porostlá smrky a kosodřevinou. Nejbohatší jsou rostlinná společenstva v Dolině Suchej Kasprowej. Na horní hranici lesa roste přibližně 350 limb. Na úbočích Jaworzyńskich Czół se nachází Kasprowa Polana. V současnosti je Dolina Kasprowa přísnou přírodní rezervací a pro turisty a horolezce je nepřístupná.

## Turistika
- dolní částí doliny vede po  zelené značce turistická trasa z Kuźnic přes Myślenickie Turnie na Kasprov vrch. Délka túry: 2:30 h, ↓ 2 h.